# Musée des Arts forains
Musée des Arts forains (Muzeum jarmarečního umění) je soukromé muzeum v Paříži. Nachází se ve 12. obvodu v parku Bercy. Muzeum představuje rekonstrukci jarmareční poutě mezi lety 1850 a 1950.

## Historie
Muzeum založil ze své soukromé sbírky herec a starožitník Jean-Paul Favand. Muzeum od roku 1996 sídlí v pavilonech Bercy, v bývalých skladech na víno.

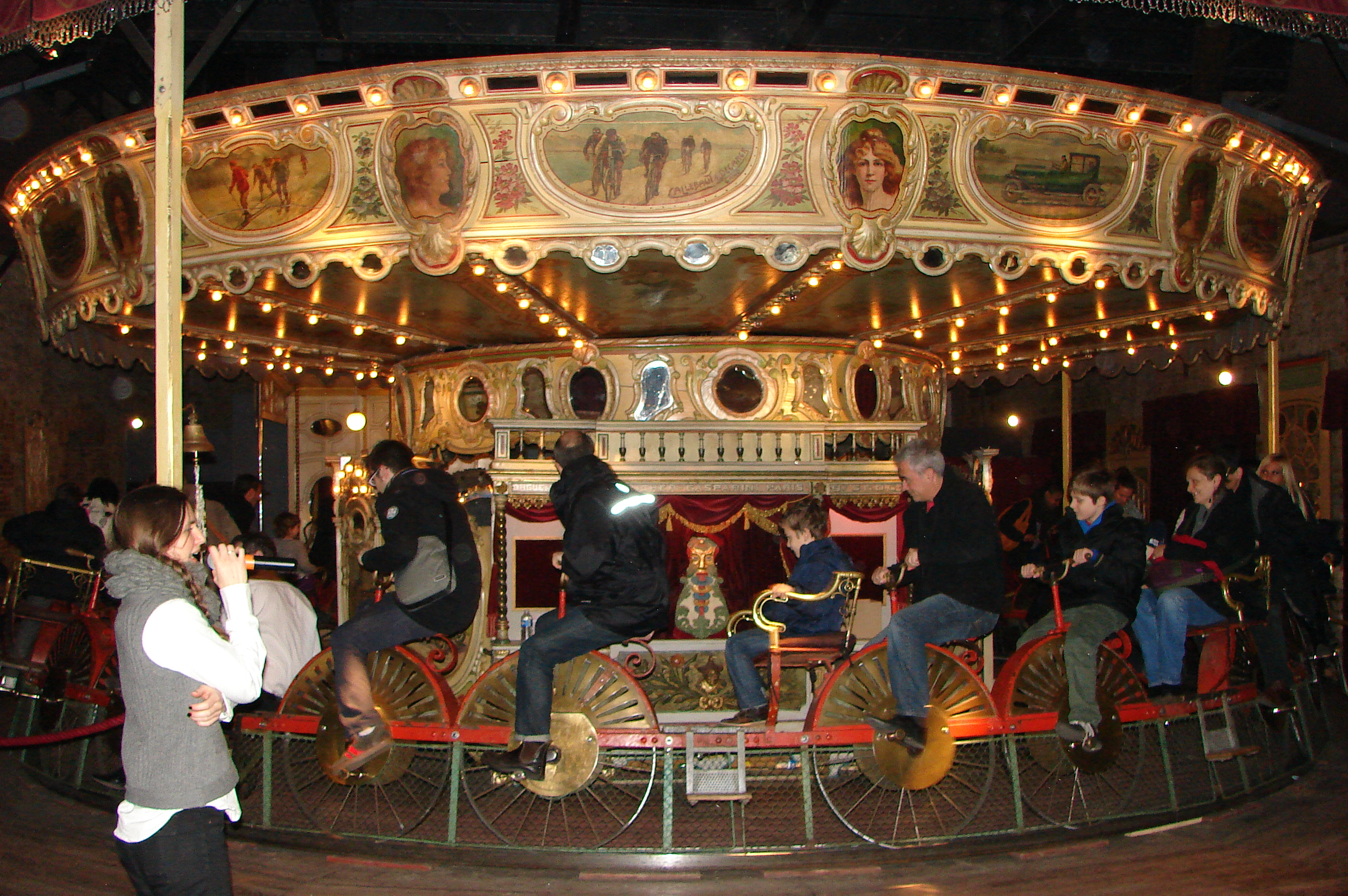
Historický kolotoč z roku 1897

## Expozice a sbírky
Muzeum vystavuje objekty charakteristické pro jarmarky a poutě. Rozděluje se na dočasnou expozici a stálou výstavu, která obsahuje 14 pouťových atrakcí, 16 jarmarečních stánků, 18 souborů historických děl a 1522 samostatných předmětů.
Stálá expozice se nachází ve třech sálech o celkové rozloze 5000 m2, které jsou tematicky rozděleny.
Théâtre du Merveilleux (Divadlo kouzel) nabízí návrat do období světových výstav na počátku 20. století, světelné projekce a promítání na zdi, které představují středověké tapiserie nebo výzdobu Nemovy ponorky Nautilus díky 12 videoprojektorům a 800 světlům.
Musée des Arts forains (Muzeum poutí) je zasvěceno čistě jarmarkům a poutím. Jsou zde kolotoče včetně cyklistického kolotoče z roku 1897 apod.
Salon vénitien (Benátský salón) nabízí virtuáoní procházku Benátkami a projížďku v gondole.